# 松本久志
松本 久志（まつもと ひさし、1962年3月29日 - ）は、日本の漫画家。愛媛県松山市出身。

## 主要作品

### オリジナル作品
- 魔女番お嵐（読切）（1984年・デビュー作）
- 魔女番お嵐（1985年）
- エンジェル無頼（1986年）
- 悪がよぶ!（少年キャプテン）
- 特捜サイコップ（少年キャプテン）
- 妖獣武装ブライオー（ガンガン）
- 妖獣戦線ブライオー（ガンガンファンタジー）
- アストラルアーム（少年王）
- お気楽バーサーカー（ガンガンファンタジー）
- デスサイト 寄精体狩り（Nora）
- 亡装遺体ネクロマン『ヒーロークロスライン』（2007年・ウェブコミック）

### パロディ作品
- ガンダム バカ一代（ガンダム 空手一代）

ガンダムシリーズと『空手バカ一代』を合わせたギャグ漫画。全1話。
- 機動戦士 バロムガンダム

ケンタロウとタケシの操縦する二機のジムが友情のエネルギーで合体し、巨大なバロムガンダムに変身するという、ガンダムと『超人バロム・1』を合わせたギャグ漫画。全3話。

### コミカライズ作品
- 紫炎 ザ・ブレイドチェイサー（スーパーファミコン用ゲームソフト。取扱説明書内のイラスト、4コマ、および無償配布小冊子の漫画を担当）
- 時空忍者紫炎（原案：永井豪、光文社少年王コミックス） 紫炎 ザ・ブレイドチェイサーの派生作品。（全1巻）
- 闘神伝
- 小さな巨人ミクロマン
- 激闘!クラッシュギアTURBO
- クラッシュギアNitro
- バーチャファイター サイバージェネレーション
- メトロイドプライム EPISODE OF AETHER
- 魔弾戦記リュウケンドー
- トミカヒーローシリーズ
  - トミカヒーロー レスキューフォース 爆裂MOVIE マッハトレインをレスキューせよ!
  - レスキューフォース&レスキューファイアー 受け継がれるレスキュー魂
- 真ゲッターロボ!! 異聞 Try to Remember（脚本：今川泰宏）
講談社の『スーパーロボット大戦トリビュート』（全3巻）に連載。全3話。

### 学習漫画
- ウイルスから人体を守れ!（原作担当、2016年・学研プラス 科学ふしぎクエスト）